# Михеева, Лидия Юрьевна
Ли́дия Ю́рьевна Михе́ева (род. 17 мая 1971, Барнаул, РСФСР) — российский юрист и общественный деятель, правовед. Секретарь Общественной палаты Российской Федерации с 9 декабря 2019 года. Доктор юридических наук (2003), профессор (2005), заслуженный юрист Российской Федерации (2016).
Руководитель Исследовательского центра частного права имени С. С. Алексеева при Президенте РФ, член Совета при президенте РФ по кодификации и совершенствованию гражданского законодательства. Член Высшей экзаменационной комиссии по приему квалификационного экзамена на должность судьи, член диссертационного совета МГУ. Разработчик ряда законов, модернизирующих Гражданский кодекс РФ. Член научно-консультативных советов при Верховном Суде РФ и Федеральной нотариальной палате.

## Биография
Лидия Михеева родилась в городе Барнауле. В 1993 году окончила юридический факультет Алтайского государственного университета. И следующие 13 лет преподавала гражданское право и работала юристом в коммерческих организациях. В 1998 году защитила кандидатскую диссертацию в Томском государственном университете, а пятью годами позже докторскую — о проблемах правового регулирования отношений в сфере опеки и попечительства. С 2003 года стала профессором, а затем заведующей кафедрой гражданского права Российской правовой академии Минюста.
С 2006 по 2008 год работала в Исследовательском центре частного права при Президенте РФ, с 2008 по 2010 год — в Комитете Государственной Думы РФ по гражданскому, уголовному, арбитражному и процессуальному законодательству (в должности заместителя руководителя аппарата).
Имеет чин государственного советника Российской Федерации 3 класса.
Разработчик ряда проектов федеральных законов, прежде всего в области гражданского законодательства. В 2002 году разработала проект федерального закона «Об опеке и попечительстве», который был принят как Федеральный закон от 24 апреля 2008 года № 48-ФЗ «Об опеке и попечительстве».
С 2010 по 2019 г. работала заместителем председателя совета Исследовательского центра частного права им. С. С. Алексеева при президенте РФ. С 2019 года председатель совета Исследовательского центра частного права.
С 2012 года в сводной рабочей группе по разработке и принятию проекта федерального закона № 47538-6 «О внесении изменений в части первую, вторую, третью и четвертую Гражданского кодекса Российской Федерации, а также в отдельные законодательные акты Российской Федерации» (законопроект о модернизации ГК РФ), также руководитель рабочей группы по законопроекту № 398234-6 «О нотариате и нотариальной деятельности».
Является членом Совета при Президенте РФ по кодификации и совершенствованию гражданского законодательства. Будучи членом научно-консультативного совета при Верховном Суде Российской Федерации, участвует в разработке и обсуждении проектов постановлений Пленума Верховного Суда РФ.
В 2014 году вошла в состав Общественной палаты РФ по квоте главы государства (переназначена в 2017 г.) и была избрана заместителем секретаря. Заняла пост заместителя руководителя рабочей группы по формированию общественных советов при федеральных органах исполнительной власти. В 2014—2017 гг. также возглавляла Научно-консультативный совет ОП, была заместителем руководителя рабочей группы по конкурсному отбору кандидатов в общественные советы при федеральных органах исполнительной власти.
Указом Президента Российской Федерации от 26.10.2016 г. № 572 Михеевой Лидии присвоено почётное звание «Заслуженный юрист Российской Федерации». 27 января 2017 года награждена в Екатерининском зале Кремля.
В 2018 году, на президентских выборах, была доверенным лицом Владимира Путина.
С 2018 года член рабочей группы по совершенствованию законодательства о вещных правах, созданной при Совете по кодификации и совершенствованию гражданского законодательства.
9 декабря 2019 г. избрана секретарем Общественной палаты РФ, сменив на посту Валерия Фадеева.

## Научная деятельность
Обучалась в аспирантуре Томского государственного университета. В 1998 защитила кандидатскую диссертацию «Доверительное управление имуществом в гражданском праве России». В этом же университете в 2003 году защитила докторскую диссертацию «Проблемы правового регулирования отношений в сфере опеки и попечительства». Является автором более 150 научных трудов, включая учебные пособия, научные статьи, монографии и комментарии к актам законодательства. Под научным руководством Лидии Юрьевны защищены 10 кандидатских диссертаций. Член диссертационного совета МГУ.
Книги и монографии:
1. Доверительное управление имуществом / Под ред. Чернова В. М. — М.: Юристъ, 1999.[14]
2. Приобретательная давность и правила её применения / Карлова Н. В., Михеева Л. Ю. — М., Палеотип, 2002.[15]
3. Опека и попечительство. Правовое регулирование: Учебно-практическое пособие / Л. Ю. Михеева; Под ред. Р. П. Мананковой. М.:Палеотип, 2002.[16]
4. Опека и попечительство: теория и практика. — М., Волтерс-Клувер, 2004.[17]
5. Об опеке и попечительстве: Федеральный закон и комментарии к нему, другие нормативные акты. — М., Библиотечка Российской газеты, 2009. № 5.[18]
6. Проект закона о нотариате с пояснениями / Михеева Л. Ю. и др. — М., Статут, 2014.
7. Семейное право: учебник / Б. М. Гонгало, П. В. Крашенинников, Л. Ю. Михеева и др.; под ред. П. В. Крашенинникова. 3-е изд., перераб. и доп. М.: Статут, 2016.[19]